# 西川太治郎

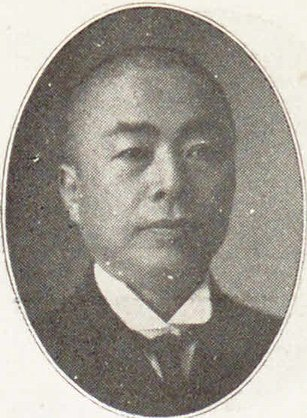
西川太治郎

西川 太治郎（にしかわ たいじろう、元治元年5月17日（1864年6月20日） - 昭和17年（1942年）6月15日）は、衆議院議員（立憲同志会→憲政会）、大津市長。

## 経歴
近江国浅井郡南浜村（現在の滋賀県長浜市）出身。同人社で学んだ後、1888年（明治21年）に東京専門学校（現在の早稲田大学）を卒業した。卒業後、山梨日日新聞の記者となり、3年後に近江新報に主筆として招かれ、1896年（明治29年）には社長に就任した。その一方で、前田正名の地方産業振興運動に加わって全国を奔走。さらに農商務省の嘱託として、1898年（明治31年）に清の商工業を視察、1903年（明治36年）には北清やシベリアでの日本製品販売の調査を行った。
1899年（明治32年）、大津市会参事会員となり、大津商業会議所会員、同会頭を歴任し、1907年（明治40年）に県会議員に当選した。1908年（明治41年）には大津市長に選出され、1910年（明治43年）まで務めた。
1915年（大正4年）、第12回衆議院議員総選挙に出馬し、当選。第13回衆議院議員総選挙でも再選された。
その他、埋もれた志士や学者の顕彰に取り組み、池田屋事件で処刑された一族の西川耕蔵の招魂碑を建立した。

## 著書
- 『全国週遊日記』（1897年）
- 『池田屋事変殉難烈士伝』（1904年）
- 『長等の桜』（1927年）